# Jean de Jauregui
Jean de Jauregui, né à Bilbao en 1562 et mort à Anvers le 18 mars 1582, est connu pour avoir tenté en 1582, à l'instigation de l'Espagne, d'assassiner Guillaume, prince d'Orange. Il était domestique d'un marchand d'Anvers. Il frappa le prince, mais le coup ne fut pas mortel. Il fut pris et livré au supplice.